# Bakary Diombera
Bakary Diombera est un acteur français né en 2002

## Biographie
Attiré par le monde du cinéma, Bakary Diombera y fait ses débuts en 2019 dans le film La Vie scolaire de Grand Corps Malade et Mehdi Idir.
Cette même année, il joue l'un des rôles principal du film Banlieusards de Kery James et Leïla Sy. Il interprète Noumouké, le Benjamin de la fratrie, tiraillé entre le parcours de l'aîné, caïd, et du cadet, étudiant en droit. Quatre ans plus tard, il joue dans la suite, simplement intitulée Banlieusards 2.
En 2019, il fait ses débuts à la télévision en jouant dans deux épisodes de la série télévisée Alice Nevers, le juge est une femme.
En 2021, il obtient un baccalauréat professionnel commerce au lycée Elisa Lemonnier.

## Filmographie

### Cinéma
- 2019 : La Vie scolaire de Grand Corps Malade et Mehdi Idir : Seïkou
- 2019 : Banlieusards de Kery James et Leïla Sy : Noumouké Traoré
- 2020 : Lucky d'Olivier Van Hoofstadt : l'ado
- 2020 : Kandisha d'Alexandre Bustillo et Julien Maury : Ako
- 2021 : En passant pécho de Julien Royal : Badian
- 2021 : Twist à Bamako de Robert Guédiguian : Badian
- 2022 : Loin du périph de Louis Leterrier : homme micro MMA
- 2023 : À la belle étoe de Sébastien Tulard : Kévin
- 2023 : Banlieusards 2 de Kery James et Leïla Sy : Noumouké Traoré
- 2023 : En attendant la nuit de Céline Rouzet : Simon
- 2024 : Le Salaire de la peur de Julien Leclercq : Djibril

### Courts métrages
- 2021 : Ça passe d'Éloïse Monmirel
- 2023 : L'Invulnérable de Lucas Bacle

### Télévision
- 2019 : Alice Nevers, le juge est une femme, saison 17, épisodes 7 et 8 : Kofi Sadibou
- 2020 : Il a déjà tes yeux (mini-série), épisodes 1, 2 et 3 : Lucas Varin
- 2020 : Validé, saison 1, épisode 6 : jeune fan
- 2020 : Les Bracelets rouges, saison 3, épisode 4 : Paul
- 2021 : Braqueurs, saison 1 : Modi
- 2023 : Prométhée : Félix